# Luís Jacinto Gomes
Luís Jacinto Gomes (m. 1902) foi um inventor e projetista naval brasileiro. É notório por ter projetado um protótipo funcional de um submarino chamado Gomes. Seus projetos, desenvolvidos ao longo de 20 anos, eram inspirados nas formas do peixe-agulha e da cavala para gerar as formas hidrodinâmicas e futuristas. Seus modelos são considerados pioneiros no meio submarino. Em 1901, a Marinha do Brasil autorizou a construção de um de seus projetos, mas a falta de verbas impediu sua execução.